# Mont-près-Chambord
Mont-près-Chambord är en kommun i departementet Loir-et-Cher i regionen Centre-Val de Loire i de centrala delarna av Frankrike. Kommunen ligger i kantonen Bracieux som tillhör arrondissementet Blois. År 2022 hade Mont-près-Chambord 3 360 invånare.

## Befolkningsutveckling
Antalet invånare i kommunen Mont-près-Chambord
| Referens: INSEE |